# مناتساکانیان
مناتساکانیان (زبان ارمنی: Մնացականյան), یکی از نام‌های خانوادگی رایج در میان ارمنیان می‌باشد.
- آیک مناتساکانیان، کشتی‌گیر
- ادوارد مناتساکانیان، استادبزرگ شطرنج
- کارن مناتساکانیان، کشتی‌گیر
- لالا مناتساکانیان، هنرپیشه، کارگردان، نویسنده و استاد دانشگاه
- مامیکون مناتساکانیان،
- مخیتار مناتساکانیان، سیاست‌مدار، پزشک، دولت‌مرد، و آهنگساز
- نورایر مناتساکانیان، خواننده
- زهراب مناتسکانیان، دیپلمات، و سیاست‌مدار

## منبع
- Հովակիմյան, Բախտիար (2005). Հայոց ծածկանունների բառարան (PDF). Երևան: ԵՊՀ հրատ.